# Selbstverwaltung von Nord- und Ostsyrien
Die Demokratische Selbstverwaltung von Nord- und Ostsyrien (im deutschsprachigen Raum auch als Autonome Administration Nord- und Ostsyrien – syrisch ܡܕܒܪܢܘܬ݂ܳܐ ܝܬ݂ܝܬܳܐ ܕܝܡܩܪܐܛܝܬܳܐ ܠܩܠܝܡܳܐ ܕܓܪܒܝܳܐ ܘ ܡܕܢܚܳܐ ܕܣܘܪܝܰܐ – und Westkurdistan bezeichnet, kurdisch رۆژاڤایا کوردستانێ Rojavayê Kurdistanê, arabisch كردستان الغربيه, DMG Kurdistān al-ğarbiyya), bekannt unter dem kurdischen Namen Rojava (Aussprache: [roʒɑːˈvɑ]), ist ein de facto autonomes Gebiet in der gleichnamigen Region im Nordosten von Syrien. Sie entstand ab 2012 infolge der Geschehnisse des Syrischen Bürgerkriegs.
Die Region ist ethnisch vielfältig, bewohnt vor allem von Kurden, Assyrern und Arabern. Am 17. März 2016 rief eine gemeinsame Versammlung kurdischer, assyrischer, arabischer und turkmenischer Delegierter die Demokratische Föderation Nordsyrien aus, damals bestehend aus den Kantonen Efrîn, Kobanê und Cizîrê.
Die Demokratische Selbstverwaltung Nord- und Ostsyrien genießt weltweit Zuspruch aufgrund der funktionierenden direkten Demokratie, der dort allgemeingültigen pluralistischen Prinzipien, die für die Gleichberechtigung aller Menschen unabhängig von Ethnie, Religion oder Geschlecht Sorge tragen, außerdem für beispielhafte Rechtsstaatlichkeit und ökologische Nachhaltigkeit.
Seit 2016 wird die Demokratische Selbstverwaltung Nord- und Ostsyrien von der Türkei angegriffen und teilweise besetzt. Die türkische Besetzung wendet sich vor allem gegen die Kurden und führte zu schwerwiegenden Menschenrechtsverletzungen wie ethnischer Säuberung gegen die Kurden. Beobachter werten die türkischen Militäraktionen als völkerrechtswidrigen Angriffskrieg. Die Verteidigung der Demokratischen Selbstverwaltung Nord- und Ostsyrien erfolgt durch die sogenannten Demokratischen Kräfte Syriens (SDF).

## Name
Der Begriff Rojava setzt sich in der kurdischen Sprache Kurmandschi aus den kurdischen Wörtern roj ‚Sonne/Tag‘ und ava ‚Ende/Untergang (der Sonne)‘ zusammen und bedeutet wörtlich ‚Sonnenuntergang‘. Der Begriff bedeutet auch Westen und kann als die westliche Teilregion der historischen Siedlungsregion der Kurden verstanden werden.
Der offizielle Name Autonome Verwaltung von Nord- und Ostsyrien hingegen verweist auf die pluralistische Gesellschafts- und Regierungsform und schließt alle Ethnien, Religionen und Geschlechter der Region mit ein. Auch soll damit die Einheit des gemeinsamen Staates Syrien unterstrichen werden, da sich die Region als unabdingbaren Teil des Landes versteht.

## Geographie und Administration
Die Demokratische Selbstverwaltung von Nord- und Ostsyrien entspricht in etwa den überwiegend kurdisch bewohnten Regionen im Norden Syriens entlang der Grenze zur Türkei, die durch arabisch besiedelte Gebiete voneinander getrennt sind. Aufgrund dieser territorialen Trennung sprachen ältere kurdische Autoren nicht von einem „Syrisch-Kurdistan“, sondern lediglich von „kurdischen Gebieten in Syrien“. Die Region ist im Westen um Afrin gebirgig, während der Rest aus Ebenen besteht, die weiter im Osten durch verschiedene Flüsse wie den Euphrat und den Chabur bewässert werden. Die Gegend um Hasaka, auch bekannt als Dschazīra, besteht aus fruchtbaren Ebenen. Südlich der Demokratischen Selbstverwaltung Nord- und Ostsyrien beginnt die Syrische Wüste.

### Verwaltungsgliederung
Administrativ gesehen besteht bzw. bestand die Demokratische Selbstverwaltung Nord- und Ostsyrien aus Teilen der syrischen Gouvernements Aleppo, al-Hasaka und ar-Raqqa. Nach dem weitestgehenden Rückzug der syrischen Armee 2012 aus dem Norden wurden drei Kantone (Afrin, Kobani und Cizre) von den kurdischen Machthabern deklariert. Jedoch änderten sich im Laufe des syrischen Bürgerkrieges die Grenzen der Demokratischen Selbstverwaltung Nord- und Ostsyrien, so dass sowohl der Name (weg von Rojava hin zu Demokratische Föderation Nordsyrien) als auch die Administration eine Evolution durchmachten. Mit Städten wie Manbidsch, ath-Thaura, ar-Raqqa und asch-Schaddadi kamen auch große nichtkurdische Gebiete unter die Administration. Mit dem Fall des Kantons Afrin im Februar 2018 an die Türkei und die mit ihr verbündeten syrischen Kräfte erlitt die autonome Verwaltung einen empfindlichen Verlust.
Zu bedenken ist auch der Unterschied zwischen dem Anspruch der kurdischen Parteien auf ein nordsyrisches autonomes Gebiet und dem de-facto-Zustand (militärisch und politisch). Durch eine Umstrukturierung 2017 wurden die Kantone in Regionen umbenannt, die dann in weitere kleinere Einheiten aufgeteilt sind.

### Städte
Die größten Städte im Gebiet sind ar-Raqqa, al-Hasaka und Qamischli, diese sind zwischenzeitlich allerdings alle zumindest teilweise wieder unter der Kontrolle der syrischen Zentralregierung, wie in Qamischli der Flughafen und der Grenzübergang zur Türkei. Durch die Türkische Besetzung Nordsyriens gelangten zudem einige Städte in die Kontrolle der Türkei, darunter Afrin seit 17. März 2018 sowie Tall Abyad.

## Entstehungsgeschichte
Die kurdische Minderheit in Syrien wurde unter dem arabisch-nationalistischen Baath-Regime jahrzehntelang diskriminiert. Im Verlauf des Bürgerkriegs in Syrien gab die syrische Regierung gegen Ende des Jahres 2013 die Kontrolle über die Regionen an der Nordgrenze auf. Lokale kurdische Kräfte übernahmen vielerorts die Kontrolle. Begünstigt wurde dieser Vorgang durch den Rückgriff auf bereits etablierte Verwaltungsstrukturen im Untergrund. Am 12. November 2013 beschloss die „Partei der Demokratischen Union“ (Partiya Yekitîya Demokrat, PYD) gemeinsam mit der Christlichen-Syrische Einheitspartei (einer Assyrisch/Aramäischen Partei) und weiteren Kleinparteien im Norden Syriens eine Übergangsverwaltung aufzustellen, um den durch den Krieg entstandenen Missständen in Verwaltung und Versorgung der Bevölkerung zu begegnen. Am 21. Januar 2014 folgte die Etablierung der Verwaltung in Cizîrê, am 27. Januar in Kobanê und einige Tage später auch in Efrîn.
Am 17. März 2016 rief eine Versammlung kurdischer, assyrischer, arabischer und turkmenischer Delegierter in Rumaylan eine autonome Föderation Nordsyrien – Rojava aus, bestehend aus den drei Kantonen. Weder die USA und Russland, noch das Assad-Regime und die syrische Opposition unterstützen die Autonomiebestrebungen.
Die Autonome Verwaltung von Nord- und Ostsyrien unterhält Vertretungen in Moskau, in Stockholm und seit Mai 2016 auch in Paris und Berlin. Ziel der Vertretung sei es, diplomatische Beziehungen mit dem deutschen Staat aufzunehmen und die Öffentlichkeit über die Entwicklungen in der Autonomen Verwaltung von Nord- und Ostsyrien zu informieren, erklärte der Repräsentant der Autonomieregion, Sipan Ibrahim. „Wir wollen den Menschen in Deutschland deutlich machen, dass in Rojava Kurden, Araber und andere Bevölkerungsgruppen geschwisterlich zusammenleben.“ Ferner gibt es in Prag eine Vertretung der Volksverteidigungseinheiten.

## Bevölkerung
Die im Frühjahr 2016 von der Demokratischen Selbstverwaltung Nord- und Ostsyrien kontrollierten Gebiete entsprachen etwa den syrischen Verwaltungseinheiten Distrikt Afrin, Distrikt Ain al-Arab und Distrikt Tall Abyad sowie dem Gouvernement al-Hasaka. Diese vier Verwaltungseinheiten hatten nach der Volkszählung aus dem Jahr 2004 eine Einwohnerzahl von rund 1.900.000 Menschen. Die Bevölkerung bestand überwiegend aus Kurden, Arabern und Assyrern-Aramäern. Durch den Bürgerkrieg gab es sowohl Abwanderung als auch Zuwanderung von Flüchtlingen. Im Jahr 2014 wurde die Bevölkerung auf rund 4,6 Millionen geschätzt.

## Politisches System
Die politische Ordnung in der Demokratischen Selbstverwaltung Nord- und Ostsyrien ist an den Prinzipien des demokratischen Konföderalismus nach Arbeiten von Abdullah Öcalan orientiert. Gesetze Syriens gelten nur, soweit sie den Grundsätzen des Gesellschaftsvertrages von Rojava, der eine Art Verfassung darstellt, nicht widersprechen.

### Verwaltung
Aufgrund der Dominanz der regierenden PYD ist deren Einfluss auf die Verwaltung – trotz der Oppositionsparteien, die sich im Kurdischen Nationalrat versammeln – äußerst beträchtlich.
Führungspositionen in der Autonomen Verwaltung werden stets mit einer Frau und einem Mann besetzt, außerdem wird darauf geachtet, dass sämtliche Ethnien und Konfessionen – Araber und Kurden, Assyrer, Chaldäer, Armenier, Tscherkessen und Jesiden – in Führungspositionen vertreten sind. Die Verwaltung soll die multiethnische und -religiöse Situation in Nordsyrien widerspiegeln und besteht jeweils aus einem kurdischen, arabischen und christlichen-assyrischen Minister pro Ressort.

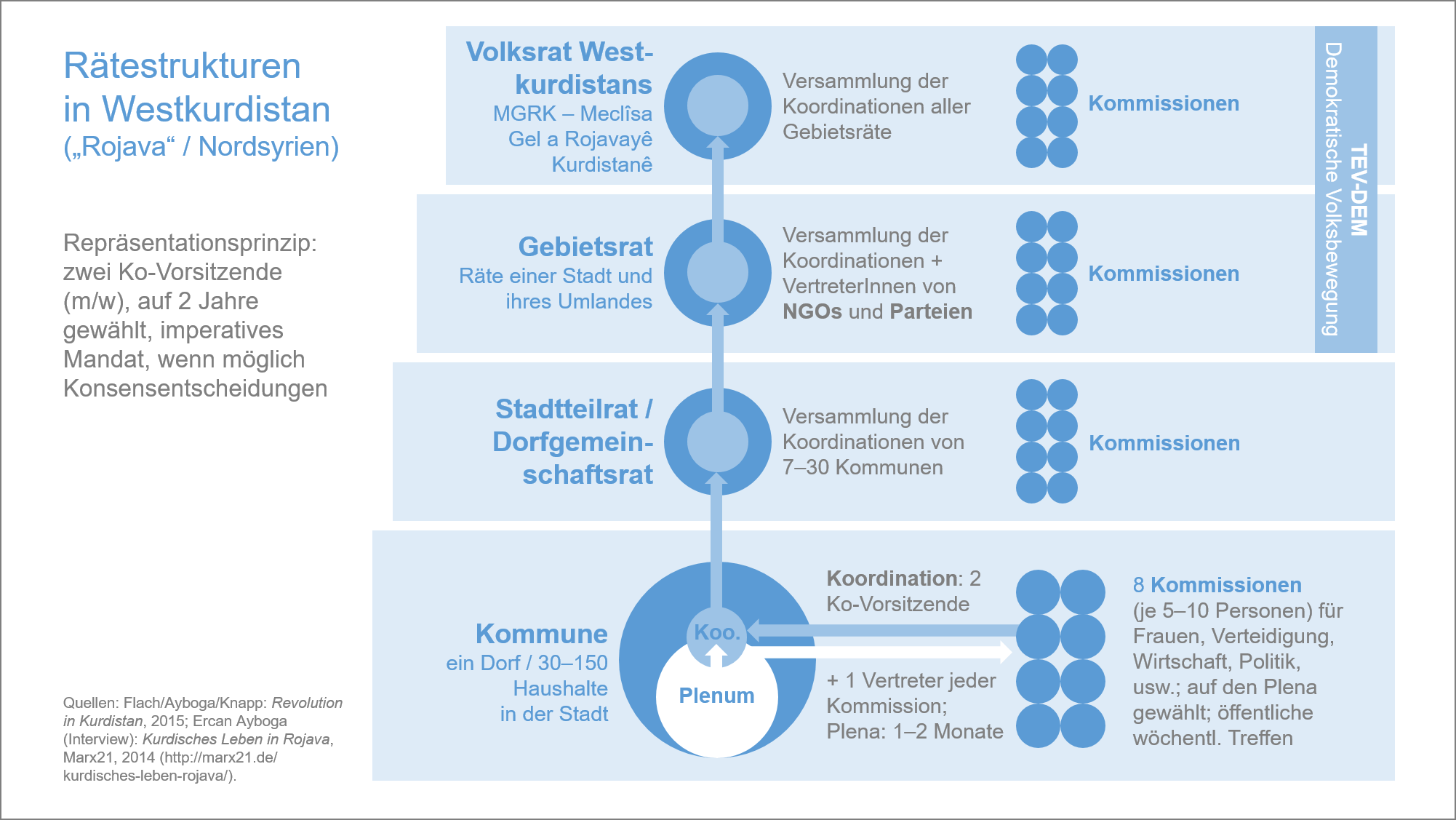
Schematische Darstellung des Rätesystems in Rojava

### Gliederung
Laut der Partei der Demokratischen Union (PY) ist der längerfristige Plan, alle drei Kantone unter einer Verwaltung zu vereinen. Am 27. und 28. Juli 2017 beschloss der konstituierende Rat der Föderation Nordsyrien eine Neugliederung der Verwaltungsregionen. Die Föderation besteht demnach derzeit aus den drei Föderalen Regionen Cizîrê, Firat (deutsch: „Euphrat“) und Afrin. Die föderalen Regionen gliedern sich in sechs Kantone, und zwar Cizîrê in die Kantone Hesekê und Qamişlo, Firat in die Kantone Kobanê und Girê Spî sowie Afrin in die Kantone Efrîn und Şehba.
Die PYD stieß mit diesem Schritt jedoch sowohl innerhalb Syriens als auch international auf Kritik. Ein Kritikpunkt ist, dass die PYD für den angestrebten zusammenhängenden Landstrich in Nord-Syrien auch überwiegend nicht-kurdisch besiedelte Gebiete beansprucht, was v. a. bei der arabisch-sunnitischen Mehrheit in diesen Gebieten auf Widerstand stößt.

### Wahlen

#### Kommunalwahlen September 2017
Am 22. September 2017 fanden Kommunalwahlen, bei denen die Co-Vorsitzenden der 3.732 Kommunen gewählt wurden, statt. Für jede Kommune werden jeweils ein Mann und eine Frau zu Co-Vorsitzenden gewählt. Für viele war es das erste Mal, dass sie wählen durften.

#### Regionalratswahlen Dezember 2017
Am 1. Dezember 2017 fanden Regionalratswahlen statt. Es nahmen zwei Wahlbündnisse teil. Die „Liste der Demokratischen Nation“ (Lîsteya Hevgirtina Neteweya Demokratîk, LND) besteht aus 17 Parteien, welche der PYD nahestehen. Und die Kurdische Nationale Allianz (Lîsteya Koalîsyona Neteweyî ya Kurd a Sûriyeyê, LKNKS) in Syrien, welche aus fünf Parteien besteht, von denen zuvor vier Parteien dem die Wahlen boykottierenden Kurdischen Nationalrat (ENKS) nahestanden. Die ENKS schloss die vier Parteien aber aus, weil sie mit der PYD zusammenarbeiten.

#### Resultate der Regionalratswahlen Dezember 2017
Dschasira-Region
Gesamtzahl der Sitze in allen Räten, die zur Wahl standen: 2902
- LND: 2718 Sitze
- LKNKS: 40 Sitze
- Unabhängige: 144 Sitze

Euphrat-Region
Gesamtzahl der Sitze in allen Räten, die zur Wahl standen: 954
- LND: 847 Sitze
- LKNKS: 40 Sitze
- Unabhängige: 67 Sitze

Afrin-Region
Gesamtzahl der Sitze in allen Räten, die zur Wahl standen: 1175 Sitze
- LND: 1056 Sitze
- LKNKS: 72 Sitze
- Unabhängige: 40 Sitze
- Liste der syrischen Allianz: 8 Sitze

## Wirtschaft
Die Wirtschaftsordnung in der Selbstverwaltung von Nord- und Ostsyrien ist an den Prinzipien des demokratischen Konföderalismus nach Arbeiten von Abdullah Öcalan orientiert. Privateigentum und Unternehmertum sind geschützt nach dem Prinzip des „Eigentum durch Gebrauch“. Dara Kurdaxi, ein Ökonom aus der Region, formulierte das Prinzip so: „Die Methode in Rojava ist weniger gegen Privateigentum gerichtet, hat vielmehr das Ziel, Privateigentum in den Dienst aller Bürger von Rojava zu stellen.“ Der Fokus der Wirtschaftspolitik ist auf einer Ausweitung gemeinwirtschaftlicher und genossenschaftlicher Wirtschaftsaktivität; mehrere hundert Genossenschaften mit meist zwischen 20 und 35 Mitgliedern wurden seit 2012 gegründet. Nach Auskunft des Wirtschaftsministeriums standen Anfang 2015 rund drei Viertel des Grund und Bodens unter gemeinwirtschaftlicher Verwaltung und ein Drittel der Industrieproduktion wurde durch Betriebe erbracht, die von Arbeiterräten verwaltet werden. Es werden in der Selbstverwaltung von Nord- und Ostsyrien keine Steuern erhoben; die Einnahmen der Verwaltung erfolgen aus Zöllen sowie dem Verkauf geförderten Erdöls und anderer natürlicher Ressourcen. Angestellte der öffentlichen Verwaltung werden teilweise von der syrischen Zentralregierung bezahlt.
Die Wirtschaft in der Selbstverwaltung von Nord- und Ostsyrien hat vergleichsweise weniger Zerstörung im Bürgerkrieg erlebt als andere Teile Syriens und hat die Umstände vergleichsweise gut gemeistert. Im Mai 2016 schätzte Ahmed Yousef, Wirtschaftsminister und Präsident der Universität Afrin, die Wirtschaftsleistung der Region zu jenem Zeitpunkt auf 55 Prozent des Bruttoinlandprodukts von Syrien.

### Abhängigkeit bei Wasser und Strom – Versorgungsengpässe
Die Bevölkerung der Selbstverwaltung von Nord- und Ostsyrien leidet Stand 2021 unter Wasserknappheit, Stromausfällen, schmutziger Luft und hohen Ausgaben. Bei der Wasser- und Stromversorgung ist die Region teilweise von der Türkei abhängig. So hält die Türkei oftmals Wasser des Euphrat zurück, sodass in Syrien viel weniger ankommt, als die beiden Nachbarstaaten 1987 offiziell vereinbart hatten. Seit die Türkei die Pumpstation Aluk unter ihre Kontrolle brachte, steht weniger Trinkwasser zur Verfügung. Um die Stromengpässe zu umgehen, kommen vielerorts Dieselgeneratoren zum Einsatz, die jedoch für eine Geruchs- und Lärmbelästigung sorgen.

### Handel und Investitionen
Die Produktion von Erdöl und Agrargütern in der Selbstverwaltung von Nord- und Ostsyrien übersteigt den Bedarf, Exportgüter sind insbesondere Erdöl, Baumwolle und Nahrungsmittel (Weizen, Schafprodukte); Importgüter sind insbesondere industrielle Konsumartikel und Autoteile. Außenhandel und humanitäre Unterstützung von außen ist erschwert durch das totale Embargo der Türkei gegen die Selbstverwaltung von Nord- und Ostsyrien. Allgemein wirbt die Selbstverwaltung von Nord- und Ostsyrien um internationale Investitionen, sowohl als Spenden für den Aufbau gemeinwirtschaftlicher Projekte wie auch als klassische Investitionen.

### Erdölproduktion in der Selbstverwaltung von Nord- und Ostsyrien
Die Erdölproduktion ist die Haupteinnahmequelle der autonomen Verwaltung. Allerdings gibt es dort keine Raffinerien, um es zu verarbeiten. Das Rohöl wird in Hunderten primitiven Öfen erhitzt, um Dieselkraftstoff und Benzin zu gewinnen:

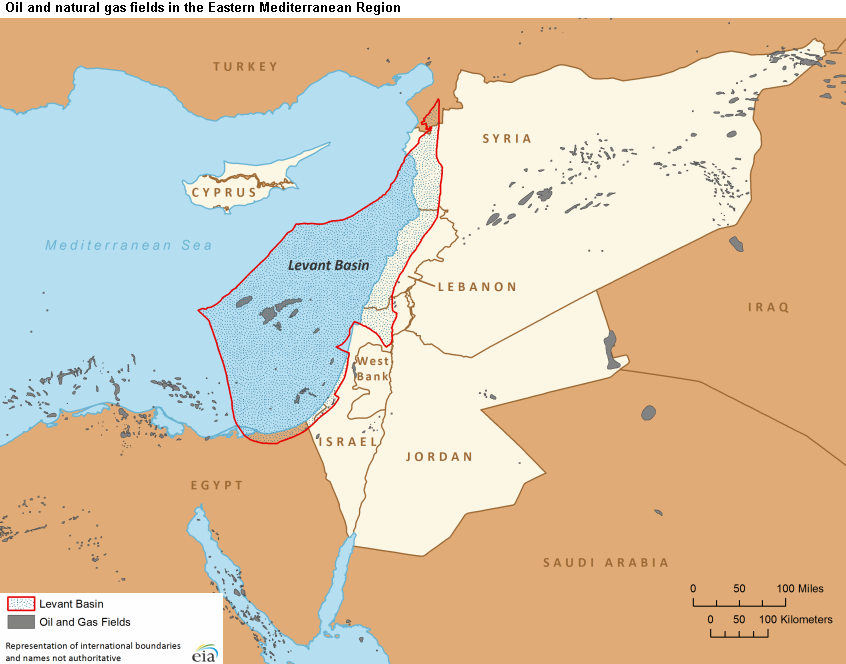
Öl- und Erdgasvorkommen (grau) in Syrien

In Kooperation mit der syrischen Regierung Assads gehörte zur Strategie der PYD auch, die Kontrolle über die Ölfelder im äußersten Nordosten Syriens zu behalten, die vor allem in der Kleinstadt Rmeilan, nahe der PYD-Hochburg al-Malikiya (Dêrik), ergiebig und in Betrieb waren. Die großen Ölfelder im Nordosten Syriens blieben somit unter Kontrolle einer De-facto-Allianz des Assad-Regimes und der PYD-geführten autonomen kurdischen Verwaltung. Der Wall Street Journal-Korrespondent Sam Dagher zitierte Vertreter des von der PYD kontrollierten Teils von Hasaka, laut denen die Ölfelder dieser Region Ende 2014 unter der Aufsicht der YPG 40.000 Barrel pro Tag produzierten. Dieses Erdöl wurde für etwa 15 Dollar pro Barrel an lokale arabische Stammesverbände verkauft. Das Rohöl wurde dann über angeblich rund 3000 in der Region befindliche provisorische Öfen zu Dieselkraftstoff und Benzin verarbeitet, das für ca. 40 Dollar pro Barrel an Händler verkauft wurde. Ein Betreiber wurde mit der Aussage zitiert, auf diesem Produktionsweg würden acht Barrel Rohöl sechs Barrel Produkte liefern. Laut Jihad Yazigi, Herausgeber des syrischen Wirtschaftsblatts The Syria Report, konnte bereits mit einer täglichen Verkaufsmenge von 50.000 Barrel Erdöl die Existenz von rund zwei Millionen Menschen gesichert werden. Da der PYD in der Provinz al-Hasaka die Verteilung sämtlicher Brennstoffe oblag, konnte sie den Schwarzmarkt unterbinden und Gas oder Heizöl zu den staatlich festgesetzten – also für die Bevölkerung in der Region relativ günstigen – Preisen verkaufen. Obwohl die Ölfelder in Syrien in dem jahrelangen Bürgerkrieg häufiger umkämpft wurden, wurde die Ölförderung stets schnell wieder weitergeführt. Dies wurde ermöglicht, da die Arbeiter vor Ort meist dieselben blieben und zunächst als syrische Staatsangestellte, zwischenzeitlich als von der radikalislamistischen Nusra-Front und später unter anderem vom IS bezahlte Mitarbeiter arbeiteten. Sowohl in Syrien als auch im Irak funktionierte der Ölschmuggel über ideologische und militärische Grenzen hinweg.

### Infrastruktur und Verkehr
Die öffentliche Infrastruktur im Gebiet der heutigen Selbstverwaltung von Nord- und Ostsyrien war vor dem Bürgerkrieg durch das arabisch-nationalistische Baath-Regime bewusst vernachlässigt worden. Im Kanton Kobanê hat der Bürgerkrieg auch zu erheblichen Zerstörungen im Kampf um Kobanê geführt. Der Aufbau öffentlicher Infrastruktur quer durch alle Bereiche ist die Priorität der Verwaltung der Region, exemplarische Projekte werden seit 2016 auf der Webseite „Rojavaplan“ dargestellt.
Das Straßennetz im Gebiet der heutigen Selbstverwaltung von Nord- und Ostsyrien war im Gegensatz zu sonstiger öffentlicher Infrastruktur gut ausgebaut.
Der einzige zivile Flughafen auf dem Gebiet der Selbstverwaltung von Nord- und Ostsyrien ist der Flughafen Qamischli, er wird von der syrischen Zentralregierung kontrolliert und betrieben. Unter kurdischer Kontrolle befinden sich die Militärflugplätze Rimelan und Minakh.

### Medien
In der Selbstverwaltung von Nord- und Ostsyrien waren unabhängige wie auch kurdischsprachige Medien bis zu Beginn des Bürgerkrieges verboten. Nachdem die syrischen Truppen aus der Region abzogen und die Kurden die Regierungsfunktion übernahmen, gestaltete sich das Arbeitsumfeld für die Medien freier. So haben die Medien in der Selbstverwaltung von Nord- und Ostsyrien mehr Rechte als in den anderen Teilen Syriens und die internationale Presse ist willkommen. Im August 2013 wurde die Freie Medienunion (YRA) gegründet, bei welcher die Medien eine Lizenz beantragen müssen, um ihre Arbeit aufnehmen zu dürfen. Der Großteil der Medien sind aber sehr politisiert, und dabei gibt es eine Spaltung in Medien, welche der PYD nahestehen, und Medien, welche der größten kurdischen Partei im Irak, der KDP, nahe stehen. Es gibt auch Berichte über Festnahmen und Ausweisungen vor allem von Journalisten, die der Opposition zugerechnet werden, die Dauer der Festnahmen sei aber kurz und bis Ende 2015 sei niemand in Gefangenschaft geblieben.
Folgend eine Auswahl der in der Selbstverwaltung von Nord- und Ostsyrien vorhandenen Medien:
- Ronahi TV[58][59] und Ronahi Zeitung mit einer Auflage von 10.000[60]
- Zagros TV[60]
- Bûyerpress, eine Zeitung die in den Sprachen Kurdisch und Arabisch erscheint und am 15. Mai 2015 gegründet wurde.[61]
- Arta FM Radio[12]
- Rudaw wurde im August 2015 die Lizenz entzogen, um aus dem Kanton Cizre in der Selbstverwaltung von Nord- und Ostsyrien zu berichten.[62]

## Schulen
Unter dem Baath-Regime war das Schulwesen von rein arabischsprachigen öffentlichen Schulen geprägt, ergänzt von assyrischen kirchlichen Privatschulen. Die Selbstverwaltung von Nord- und Ostsyrien hat im Sommer 2015 an den öffentlichen Schulen eine zweisprachige Unterrichtung in Kurdisch und Arabisch eingeführt. Das Bestreben, schrittweise die von Baath-Ideologie geprägten Lehrpläne an den öffentlichen Schulen zu überarbeiten, ist geprägt von komplexen Verhandlungen zwischen der syrischen Zentralregierung, welche grundsätzlich weiterhin das Gehalt der Lehrer bezahlt, der der Selbstverwaltung von Nord- und Ostsyrien Verwaltung, welche die Baath-Ideologie verdrängen will, und der assyrischen Gemeinschaft, auf deren kirchliche Privatschulen jetzt auch kurdische und arabische Eltern ihre Kinder schicken wollen.
Keine der bei Beginn des Bürgerkrieges im Jahre 2011 bestehenden Hochschulen in Syrien befindet sich auf dem Territorium der heutigen Selbstverwaltung von Nord- und Ostsyrien. Im September 2014 nahm als neue Hochschule die Mesopotamische Akademie für Sozialwissenschaften in Qamischli ihren Lehrbetrieb auf. Weitere derartige Akademien mit unterschiedlicher fachlicher Ausrichtung befinden sich im Stadium der Gründung oder Planung. Im August 2015 nahm die als klassische Universität konzipierte Universität von Afrin in Afrin den Lehrbetrieb auf.
Im Juli 2016 wurde in Qamischli mit der University of Rojava die Mesopotamien-Akademie als eine weitere Universität eröffnet. Diese umfasst die Fakultäten Medizin, Ingenieurwesen, klassische Wissenschaften und Kunst und Humanwissenschaften. Die Universität Rojava kooperierte in Folge mit internationalen Universitäten; im deutschsprachigen Raum wurde eine Lehrveranstaltung mit der Universität Bremen durchgeführt.

## Milizen

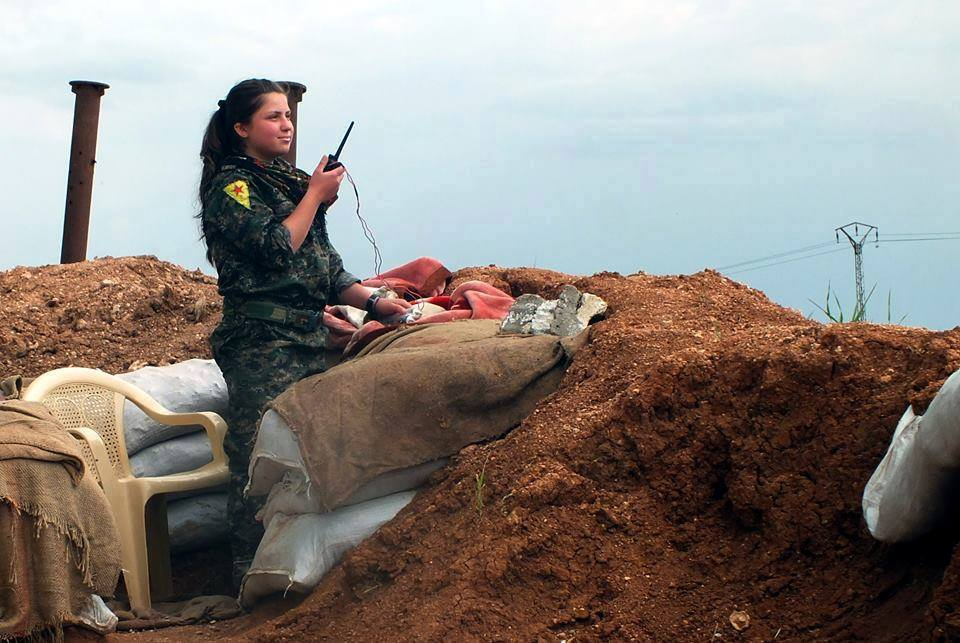
YPJ-Kämpferin im Kampf gegen ISIS

Streitkräfte der Selbstverwaltung von Nord- und Ostsyrien sind die PYD-nahen Volksverteidigungseinheiten (YPG / YPJ). Im Gesellschaftsvertrag werden sie als nationale Institution aller drei Kantone bezeichnet. Ihr Verhältnis zur Armee der Zentralregierung Syriens soll demnach durch Gesetze der Selbstverwaltung von Nord- und Ostsyrien bestimmt werden. Eng unterstützt werden sie von den verbündeten christlichen syrisch-aramäischen Sutoro-Milizen und FSA-Brigaden wie u. a. Liwa Thuwwar al-Raqqa im Rahmen des Bündnisses Burkān al-Furāt sowie durch die PKK und MLKP. Wichtigster Gegner war lange Zeit die Terrororganisation Islamischer Staat (IS), seit der Afrin Offensive entwickelte sich aber vor allem die Türkei zu einem Gegner für die dort vertretenen Milizen. Seit der Verteidigung von Kobanê im September 2014 werden die YPG unterstützt durch Luftangriffe der US-geführten internationalen Koalition. Die USA haben seit dem Kampf um Kobane begonnen, die Milizen der Selbstverwaltung von Nord- und Ostsyrien, welche am Kampf gegen den IS beteiligt sind, mit Waffen zu beliefern. Während des Kampfes um Kobane wurden sie durch Peschmerga aus der autonomen Region Kurdistan im Irak unterstützt.
Am 10. Oktober 2015 bildeten die YPG mit der sunnitisch-arabischen Armee der Revolutionäre (Dschaisch ath-Thuwwar), der sunnitisch-arabischen Schammar-Stammesmiliz Quwat as-Sanadid und dem assyrisch-aramäischen Militärrat der Assyrer (MFS) ein Militärbündnis, das unter dem Namen Demokratische Kräfte Syriens (SDF) gemeinsam mit der US-geführten internationalen Koalition gegen den IS in Syrien vorgeht. Die Anti-IS Koalition unterstützt die in der Syrian Democratic Forces vertretenen Milizen auch mit Waffenlieferungen.

## Justizsystem
In der Selbstverwaltung von Nord- und Ostsyrien bemüht sich die Verwaltung auch aufgrund dessen, dass sie viele ausländische IS-Kämpfer als Gefangene hält, um die internationale Anerkennung ihrer Gerichte. Weil ihre Gerichte bis jetzt nicht international anerkannt sind, gestaltet sich die Übergabe von ehemaligen IS-Kämpfern an ihre Herkunftsländer schwierig bis unmöglich (Stand Juli 2018). So hat die PYD die Todesstrafe abgeschafft und die längste Haftstrafe ist lebenslänglich, was eine 20-jährige Haftstrafe bedeutet. Auch um die Gleichberechtigung der Religionen vor Gericht ist sie bemüht und so können vor Gericht Christen auf die Bibel und Muslime auf den Koran schwören.

### Haftanstalten
Im Jahre 2015 begann die Selbstverwaltung von Nord- und Ostsyrien mit internationalen Organisation wie Geneva Call zusammenzuarbeiten, um ihre Haftanstalten besser zu führen. Die Gefängniswärter sollen von Geneva Call Schulungen bekommen haben. Die Haftanstalten werden Akademien genannt, da man den Fokus auf die Wiedereingliederung in die Gesellschaft setzt.

### IS-Tribunale
Bei den Prozessen mit IS-Kämpfern bemühen sich die Richter um Versöhnung. So wurden etwa Amnestien für 80 IS-Kämpfer ausgehandelt, damit sie andere IS-Kämpfer dazu ermutigen, sich der SDF zu ergeben. So können die Strafen für Ex-IS-Kämpfer sehr gering ausfallen, wenn sie sich selbst ergeben haben und etwa minderjährig waren, als sie sich dem IS angeschlossen haben.
Ein Kritikpunkt ist, dass es bisher keine Anwälte der Verteidigung und keine Berufungsgerichte gibt. Zudem bleiben die Richter anonym.

## Menschenrechtslage
In dem Gesellschaftsvertrag von Rojava verpflichtet sich die Verwaltung der de facto autonomen Gebiete zur Einhaltung der Menschenrechte, darunter zur Einhaltung der Religionsfreiheit und der Gleichberechtigung von Frauen. Außerdem beinhaltet der Vertrag das Verbot der Todesstrafe.
Für den Großteil der Bevölkerung in der Selbstverwaltung von Nord- und Ostsyrien hat sich die Menschenrechtslage nach der Übernahme der Regierungstätigkeit deutlich verbessert, aber es gibt auch weiterhin Berichte über Menschenrechtsverletzungen.
Frauen sowie ethnische Minderheiten werden nun mehr in die Politik eingebunden. Auch wird Unterricht in der jeweiligen Muttersprache gefördert. Der Unterricht wurde während der Regierung unter Assad vom Staat nur auf Arabisch angeboten. Auch die Verheiratung von Minderjährigen und Polygamie, wie es während der Regierung unter Assad üblich war, wurde verboten. Jeder, der eine Zweitfrau heiratet, kann für ein Jahr in Haft genommen werden und muss eine Buße zahlen.
Die Menschenrechtsorganisation Human Rights Watch erhebt in einem Bericht aus dem Jahr 2014 gegen die in der Selbstverwaltung von Nord- und Ostsyrien herrschenden PYD und die YPG schwere Vorwürfe wie willkürliche Festnahmen politischer Gegner, Misshandlung von Häftlingen, ungeklärte Entführungs- und Mordfälle, sowie den Einsatz von Kindersoldaten als Kriegsverbrechen. Allerdings stellt HRW in dem Bericht auch klar, dass die der PYD nachgewiesenen Menschenrechtsverletzungen weitaus weniger eklatant und verbreitet seien als die seit 2011 der syrischen Regierung und den übrigen Rebellengruppen nachgewiesenen.
Im August 2015 mahnte der kurdische Fernsehsender Rudaw Media Network von der PYD die Unterlassung von Einschränkungen der Pressefreiheit an, nachdem ihm der Kanton Cizîrê die Lizenz entzogen hatte.
Nachdem die YPG im Juni 2015 den vorher vom IS beherrschten Korridor zwischen den mehrheitlich von Kurden bewohnten syrischen Kantonen Cizîrê und Kobanê erobert hatten, in dem mehr Araber als Kurden leben, wurden Berichte über Vertreibungen von Arabern und Turkmenen laut. Während vor allem türkische und arabische Medien sowie Blogs darüber berichtet hatten, griffen westliche Zeitungen und Sender die Vorwürfe kaum auf. Die YPG bestritten die Anschuldigungen und sprachen dagegen von Angeboten, die man den Zivilisten aus den Kampfgebieten gemacht habe, um zu vermeiden, dass sie der IS als lebende Schutzschilde missbraucht.
Im Oktober 2015 warf Amnesty International (AI) den zu diesem Zeitpunkt von den USA unterstützten YPG Kriegsverbrechen in Form von Vertreibungen oder Zwangsumsiedlungen der Zivilbevölkerung und Zerstörung ihrer Dörfer vor und sprach von einer regelrechten gegen das humanitäre Völkerrecht verstoßenden Vertreibungswelle an Tausenden vornehmlich nichtkurdischen (vor allem turkmenischen und arabischen) Bewohnern nach der Einnahme ihrer Dörfer durch die YPG. Insbesondere habe sich das Geschehen in der Provinz Hassaka abgespielt, wo neben Kurden und Christen auch sunnitische Araber lebten. Die Vertreibung wurde von AI als „gezielte und koordinierte Kampagne zur kollektiven Bestrafung“ der YPG gegen Dörfer gewertet, in denen nach Wahrnehmung der YPG Bewohner mit dem IS oder anderen nichtstaatlichen bewaffneten Gruppen (wie der FSA) sympathisiert hätten. AI warf der kurdisch geführten Verwaltung vor, ihre Macht zu missbrauchen und das Völkerrecht in einer Weise zu missachten, die Kriegsverbrechen gleichkomme. Bei ihren Vorwürfen berief sich AI auf Satellitenbilder sowie auf Augenzeugenberichte Dutzender Bewohner der Provinzen Hasaka und Raqqa, nach denen die YPG damit gedroht hätten, Luftangriffe der US-geführten Allianz anzufordern. Ein YPG-Sprecher hat die Vorwürfe zurückgewiesen und sie als „willkürlich“, „parteiisch“ und „unprofessionell“ bezeichnet und Amnesty International ferner vorgeworfen, ethnische Spannungen zwischen Kurden und Arabern zu schüren. Er behauptete, dass viele der untersuchten Ortschaften vom IS und anderen terroristischen Organisationen mit Minen und Sprengfallen zerstört wurden. Zudem verdächtigte er Amnestys Zeugen Komplizen des IS zu sein. Schließlich wies er auf Allianzen mit arabischen Milizen in den Ortschaften hin. Auch der UN-Menschenrechtsrat weist in einem Report aus dem März 2017 die Vorwürfe der ethnischen Säuberung zurück. Zwar seien vereinzelte (teils temporäre) Umsiedlungen aufgrund von Minen und selbstgebauten Sprengsätzen notwendig gewesen, allerdings gäbe es keine Hinweise darauf, dass die kantonalen Regierungen gezielt gegen arabische Gemeinschaften vorgegangen wären, noch dass die „demografische Zusammensetzung der von ihnen kontrollierten Gebiete durch Gewalttaten gegen bestimmte ethnische Gruppen systematisch verändert“ hätte werden sollen.
Die Selbstverwaltung von Nord- und Ostsyrien ist bei internationaler Hilfe der Vereinten Nationen (UN) von der politischen Führung Syriens abhängig, da die UN nach dem Völkerrecht nur mit Behörden anerkannter Staaten kooperieren darf.

## Kriegsverlauf

Kurdisch kontrollierte Gebiete im Bürgerkrieg in Syrien (Stand November 2024)
von Kurden kontrolliertes Gebiet
von syrischen Rebellen kontrolliertes Gebiet
von der syrischen Regierung kontrolliertes Gebiet
gemeinsame Kontrolle von Regierung und SDF

Der mittlere Kanton wurde im Laufe der Schlacht um Kobanê im September 2014 durch die Terrororganisation Islamischer Staat (IS) fast komplett zerschlagen, wurde aber nach monatelangen Kämpfen doch gehalten und der IS wurde zurückgedrängt.
Im Februar 2015 begannen die YPG mit ihren Verbündeten unterstützt durch Luftangriffe der US-geführten internationalen Koalition eine Gegenoffensive mit dem Ziel, die Stadt Tall Abyad einzunehmen, um die Versorgungsroute des IS aus der türkischen Grenzstadt Akçakale in die syrische IS-Hauptstadt Rakka zu unterbrechen sowie die beiden Kantone Kobanê und Cizîrê miteinander zu verbinden. Am 16. Juni 2015 meldeten die YPG die Übernahme der Kontrolle in Tall Abyad.
Aufgrund der im Juni 2015 ausgebrochenen Kämpfe in Nordsyrien waren laut UNHCR über 23.000 Menschen aus dem syrischen Gouvernement ar-Raqqa in die Türkei geflohen, wovon über 70 % Frauen und Kinder seien. Kurz nach der vollständigen Vertreibung des IS aus Tall Abyad und Umgebung waren Tausende Flüchtlinge zurückgekehrt.
Ende Dezember 2015 befreiten die SDF, ein Bündnis der kurdischen YPG mit arabischen Milizen, die Tischrin-Talsperre vom IS und übernahmen die Kontrolle im Vorland des Dammes am Westufer des Euphrat.
Am 13. Februar 2016 fing die Türkei an, kurdische Stellungen nahe der Stadt Azaz sowie die Kantonshauptstadt Efrîn mit schwerer Artillerie zu beschießen, nachdem die SDF auch gegen von der Türkei unterstützte arabische Rebellengruppen zu kämpfen begann und Geländegewinne verbuchte (Einnahme von Tall Rifaat und dem Militärflugplatz Menagh). Die US-Regierung forderte sowohl die Türkei als auch die Kurden mehrfach zur Einstellung der Feindseligkeiten auf.
Im Nordosten Syriens befreiten die SDF unterstützt durch Luftangriffe der US-geführten Koalition am 19. Februar 2016 die Stadt asch-Schaddadi mit Umland südlich von al-Hasaka von der Besatzung durch den IS.
Am 31. Mai 2016 starteten die SDF, unterstützt von einer kleinen Zahl von US-Spezialkräften sowie durch Luftangriffe der US-geführten Koalition, eine Offensive mit dem Ziel der Befreiung der Stadt Manbidsch und ihrer Umgebung vom IS. Um türkische Gegenmaßnahmen zu verhindern, wurde erklärt, dass seitens des SDF die Mehrzahl der beteiligten Kämpfer Araber und nicht Kurden seien. Im Zuge der Offensive wurde am 10. Juni ein Belagerungsring um die Stadt geschlossen und bis zum 17. Juni das Umland gesichert. In langwierigem Häuserkampf vertrieben die SDF die IS-Kämpfer und übernahmen am 12. August die vollständige Kontrolle über die Stadt. Schon am nächsten Tag kehrten tausende Flüchtlinge zurück. Direkt nach der Manbidschoffensive marschierte die SDF nach Westen und Norden, um sich mit dem Kanton Afrin zu verbinden. Doch die Türkei startete im August 2016 mit verbündeten FSA-Gruppierungen eine Militäroffensive gegen den IS und SDF, was mit der Einnahme der Stadt al-Bab im Februar 2017 endete.
Nach langwierigen Operationen konnte die SDF mithilfe der internationalen Koalition in der Schlacht um ar-Raqqa Mitte Oktober 2017 den IS aus seiner selbstdeklarierten Hauptstadt ar-Raqqa vertreiben. Parallel zur syrischen Armee wurde der IS entlang des Euphrats verdrängt und die lange belagerte Stadt Deir ez-Zor durch die syrische Armee Ende November 2017 befreit. Seitdem gilt der Euphrat als Demarkationslinie zwischen der syrischen Armee und der SDF.
Mitte Juli 2017 wurde bekannt, dass die türkische Regierung offenbar Truppen an der Grenze zu Syrien zusammenzieht, um sie möglicherweise gegen das Kanton Afrin einzusetzen. Hintergrund soll eine Vereinbarung mit Russland sein, nach der die Russen und ihre Verbündeten das Gebiet nicht mehr gegen einen türkischen Angriff verteidigen würden. Am 20. Januar 2018 begannen türkische Streitkräfte unterstützt von FSA-Rebellen ihre Militäroffensive auf Afrin und eroberten am 18. März 2018 die Stadt Afrin, nachdem die Regierung der Selbstverwaltung von Nord- und Ostsyrien die Stadt evakuiert hatte.
Am 28. Oktober 2018, einen Tag nach einem Vierertreffen der Regierungschefs Deutschlands, Russlands, Frankreichs und der Türkei, begann die Türkei mit der Bombardierung weiterer Ziele in Nordsyrien, woraufhin die SDF ihre Offensive gegen den IS vorübergehend einstellte und die USA die Einrichtung von Beobachtungsposten an der syrisch-türkischen Grenze ankündigte. Dennoch gab die Türkei am 12. Dezember bekannt, unter Inkaufnahme US-amerikanischer Verluste östlich des Euphrat in Syrien einmarschieren zu wollen. An der Grenze wurden Barrieren abgebaut und Kriegsgerät in Stellung gebracht. Nachdem die USA wenige Tage später angekündigt hatten, ihre Truppen innerhalb von 60 bis 100 Tagen aus Syrien abzuziehen, verschob die Türkei den Angriff auf die Zeit nach dem Abzug. Dennoch zog die Türkei an der Grenze weiter Truppen zusammen, und Russland bot an, Soldaten der syrischen Regierung an der Grenze zur Türkei zu stationieren. Am 25. Dezember übergaben die SDF angesichts des angekündigten türkischen Angriffs die Stadt Arima westlich von Manbidsch an Truppen der syrischen Regierung. Am 6. Januar 2019 kündigten die USA an, den Truppenabzug von einer türkischen Sicherheitsgarantie für die kurdischen Kämpfer abhängig zu machen. Im März eroberten SDF-Truppen die letzten vom IS gehaltenen Gebiete in Syrien.
Ende Juli 2019 drohte die türkische Regierung erneut mit einem Einmarsch, nachdem zuvor Gespräche mit den USA über die Einrichtung einer Pufferzone gescheitert waren. Diese solle, so der Wunsch der türkischen Regierung, 30 bis 40 Kilometer breit sein; die USA wiesen die Einmarschpläne zurück und beschlossen zusammen mit der Türkei nach weiteren Verhandlungen die Schaffung eines Koordinierungszentrums zum Aufbau einer Sicherheitszone noch unbekannter Größe, was von der syrischen Regierung als Verletzung der syrischen Souveränität kritisiert wurde. Nach Angaben des türkischen Verteidigungsministeriums solle die Zone auch die Rückkehr syrischer Flüchtlinge aus der Türkei ermöglichen, weshalb in der Zeit vor der Möglichkeit von Vertreibungen und „ethnischer Flurbereinigung“ gewarnt wurde, wie sie schon in Afrin stattgefunden hätten. Ab September führten türkische und US-Truppen gemeinsame Patrouillen im syrischen Grenzgebiet zur Türkei durch. Nachdem es aber nicht zur Einrichtung einer Sicherheitszone gekommen war, kündigte der türkische Präsident Erdoğan am 5. Oktober erneut einen Einmarsch an, und am 7. Oktober zogen die USA ihre eigenen Truppen ab und kündigten an, die geplante Militäroffensive nicht zu unterstützen oder sich daran zu beteiligen. Die Offensive begann am 9. Oktober.
Nach der Einnahme der Hauptstadt Damaskus durch Rebellen und der Flucht von Staatspräsident Baschar al-Assad im Dezember 2024 eroberte die von der Türkei unterstützte SNA nach schweren Gefechten mit der kurdisch-dominierten SDF die Stadt Manbidsch in der Selbstverwaltung von Nord- und Ostsyrien.

## Ablehnung und Bekämpfung durch die Türkei
Im syrischen Bürgerkrieg war die türkische Regierung zwar keine direkte Kriegspartei, betrieb aber als wichtigstes politisches Ziel den Sturz der syrischen Regierung. Die Syrische Beobachtungsstelle für Menschenrechte wirft der Türkei vor, islamistische Gruppen zu unterstützen, die neben der syrischen Regierung auch die von der PYD eingerichtete Selbstverwaltung von Nord- und Ostsyrien bekämpfen.
Der türkische Präsident Erdoğan wirft der in der Selbstverwaltung von Nord- und Ostsyrien herrschenden PYD ethnische Säuberungen an Arabern und Turkmenen vor. Er greift damit Vorwürfe syrischer (unter anderem islamistischer) Rebellengruppen auf. Diese Vorwürfe wurden von Rami Abdulrahman, dem Leiter der Syrischen Beobachtungsstelle für Menschenrechte, bei einem von der Gesellschaft für bedrohte Völker geführten Interview als haltlos eingestuft, während Amnesty International dokumentierte, dass die YPG Kriegsverbrechen an und Vertreibungen der nicht-kurdischen Bevölkerung ausgeübt hätten.
Hintergrund der Vorwürfe sei vor allem der Konflikt zwischen der Republik Türkei und der Arbeiterpartei Kurdistans (PKK), in dem die Türkei seit Jahrzehnten gegen die mit der PYD verbündete PKK kämpft. Die Türkei befürchte eine Stärkung der PKK in der Region. Tatsächlich geht des der Türkei eher darum, die Bildung einer autonomen kurdischen Region zu verhindern.
Die Türkei fordert seit längerem die Bildung einer „Schutzzone“ in den syrischen Grenzgebieten und steht damit im direkten Interessenkonflikt zur PYD und ihren als „Rojava“ bezeichneten Gebietsansprüchen in Nord-Syrien. Zwei Wochen nach der Einnahme von Tall Abyad durch die Kurden verstärkte die Türkei ihre militärische Präsenz entlang der Grenze. Spekulationen, die Türkei werde eine bis zu 40 Kilometer tiefe Pufferzone in den bisher vom IS gehaltenen Gebieten zwischen Dscharabulus und Azaz einrichten, wurden von Präsident Erdoğan ausgelöst, als dieser unmittelbar zuvor das Ziel ausgab, einen kurdischen Staat in Nord-Syrien verhindern zu wollen, „koste es was es wolle“. Der IS begann daraufhin, seine Grenze zur Türkei zu verminen und Schützengräben zu graben. Obwohl in dem fraglichen Gebiet nicht Kurden, sondern Araber und Turkmenen die größten ethnischen Gruppen darstellen, kündigte die PYD an, türkische Truppen auch in diesen bisher vom IS gehaltenen Gebieten als Besatzungstruppen zu betrachten und bekämpfen zu wollen, sofern diese ohne UN-Mandat eingreifen. Ferner drohte die PKK-Führung der Türkei, auf ihrem gesamten Staatsgebiet Krieg zu führen, sollte die Türkei in die Selbstverwaltung von Nord- und Ostsyrien intervenieren. Der US-Botschafter in Ankara John Bass stellte die Position der USA klar, wonach der IS der gemeinsame Feind sei und jeder, der eine Grenze zum IS hat, gegen diese kämpfen müsse.
Mit ihren beiden Militäroffensiven (Schutzschild Euphrat und Operation Olivenzweig) in Nordsyrien griff die Türkei Gebiete des IS und der YPG an. Nach der Einnahme Afrins betonte Präsident Erdoğan, dass man angefangen von Manbidsch aus die komplette Grenze von der YPG bzw. SDF säubern werde bzw. durch die Operation Friedensquelle einen Korridor herstellen wolle.
Laut der BBC griff die Türkei zwischen Oktober 2019 und Januar 2024 mehr als 100 mal Ölfelder, Gasanlagen und Kraftwerke in der Selbstverwaltung von Nord- und Ostsyrien an. Durch die Zerstörung von Kraftwerken musste ein Wasserwerk, das eine Million Menschen versorgte, abgeschaltet werden. Die Türkei erklärte, sie habe die „Einnahmequellen und Kapazitäten“ kurdischer Separatistengruppen ins Visier genommen, die sie als Terroristen betrachtet.
Nach Angaben von Elham Ahmad (kurdische Außenpolitikerin und Gründungsmitglied der Selbstverwaltung von Nord- und Ostsyrien) ließ die türkische Regierung im Herbst 2024 täglich Luftangriffe auf die Selbstverwaltung von Nord- und Ostsyrien fliegen. Ziel seien sowohl militärische Stellungen als auch Gefangenenlager, in denen sich Mitglieder des Islamischen Staats aufhalten (wie bspw. bei al-Haul). Damit versuche Erdoğan IS-Kämpfer „zu befreien, damit sie Chaos verursachen“ bzw. die Ordnung und Sicherheit in der Selbstverwaltung von Nord- und Ostsyrien destabilisieren. Bereits im syrischen Bürgerkrieg habe Erdoğan IS-Kämpfer über die Türkei nach Syrien einreisen lassen.

## Zukunft der Selbstverwaltung von Nord- und Ostsyrien
Nach Angaben von Elham Ahmad (kurdische Außenpolitikerin und Gründungsmitglied der Selbstverwaltung von Nord- und Ostsyrien) ist die Präsenz der rund 800 US-Soldaten im Nordosten Syriens von zentraler Bedeutung für die Zukunft der Selbstverwaltung von Nord- und Ostsyrien. Bei einem Abzug der US-Truppen sähe die autonome Verwaltung ihre Existenz vor allem durch die Türkei bedroht, obwohl die türkische Regierung nach Angaben von Ahmad bereits während der Anwesenheit der US-Truppen täglich Luftangriffe gegen militärischen Anlagen der autonomen Verwaltung fliegen lässt. Auch andere staatliche Akteure (das von Russland unterstützte Syrische Assad-Regime und Iran) würden versuchen, das durch einen US-amerikanischen Rückzug entstandene Machtvakuum zu ihrem Vorteil zu nutzen bzw. ihr Einflussgebiet zu vergrößern und somit die autonome Verwaltung zu bekämpfen. Eigenen Angaben zufolge will die autonome Verwaltung Friedens- oder Waffenstillstandsabkommen mit Syrien und der Türkei. Jedoch erklärte der syrische Staatspräsident Baschar al-Assad, wieder volle Kontrolle über das syrische Staatsgebiet haben zu wollen.
Von Anfang an war, trotz der Unterstützung der syrischen Kurden durch die USA, der Bestand der Selbstverwaltung von Nord- und Ostsyrien gefährdet. Akut wurde diese Gefährdung durch die Ankündigung und Durchführung des Abzugs von US-Truppen aus Syrien 2018/2019 (während der Präsidentschaft Donald Trumps). Angesichts dieser Lage gab es 2018/2019 Verhandlungen zwischen der Selbstverwaltung Nord- und Ostsyrien und der Zentralregierung in Damaskus über die Gestaltung der Nachkriegsordnung im Nordosten des Landes. Einige Punkte des kurdischen Angebots an die Zentralregierung in Damaskus wurden Mitte Januar 2019 bekanntgegeben. Sie umfassen unter anderem den „Schutz der Souveränität des Staates Syrien“ und die Bildung einer „Demokratischen Republik“, zu der dem kurdischen Plan zufolge die Autonome Administration als ein Teil gehört.
Darüber hinaus sah das kurdische Angebot vom Januar 2019 vor:
- Die Repräsentanten der Autonomen Administration sollen Teil der Nationalversammlung werden.
- Die Flagge der Autonomen Administration soll gemeinsam mit der Nationalflagge Syriens gehisst werden.
- Der Autonomen Administration soll es gestattet sein, eigene diplomatische Beziehungen zu halten, solange sie im Einklang mit den Interessen des Nationalstaats Syriens und der Verfassung stehen.
- Die Syrischen Demokratischen Kräfte (SDF) sollen in das nationale Heer Syriens integriert werden und einen Teil des Grenzschutzes bilden.
- Interne Sicherheitskräfte sollen unter der Kontrolle der Regionalversammlungen im autonomen Gebiet stehen.
- In den syrischen Regionen der Autonomen Administration soll die Muttersprache als Bildungssprache etabliert werden, während Arabisch als Amtssprache beibehalten werden soll.
- Es sollen Fakultäten für Geschichte, Kultur, Sprache, Literatur und weitere Fachrichtungen eingerichtet werden, an denen in der jeweiligen Regionalsprache unterrichtet werden soll.
- Alle natürlichen Ressourcen sollen „gerecht und gleich“ über das ganze Land verteilt werden.

Russland regte am 23. Januar 2019 an, das Adana-Abkommen auf die Gebiete östlich des Euphrats anzuwenden, was als Ermächtigung der Türkei zu einem grenzüberschreitenden Vorgehen gegen „kurdische Terroristen“ im Nordosten Syriens unter Tolerierung der Aktion durch Syrien interpretiert werden kann. Die Rosa-Luxemburg-Stiftung vertrat bereits im April 2019 die Ansicht, dass Russland „eine erhebliche indirekte Definitionsmacht über die Rahmenbedingungen kurdischer Autonomie innerhalb des syrischen Nationalstaates“ besitze.